# Karl Plesse
Karl Bernhard Plesse (geb. 13. Februar 1906 in Leipzig; gest. 18. Juli 1978 in Vetschau) war ein deutscher KPD/SED-Funktionär. Er „ist ein Beispiel dafür, welch tragische Folgen taktische Alleingänge für kommunistische Funktionäre haben konnten“.

## Leben
Plesse war der Sohn eines Straßenbahners und gelernten Maurers. Er arbeitete ab 1920 als ungelernter Arbeiter, wurde später Kraftfahrer. Er schloss sich dem Transportarbeiterverband und im August 1927 der KPD an und übernahm im Mai 1932 den AM-Apparat für Sachsen. Plesse war unter dem Decknamen Klaus ein Schüler der M-Schule der Komintern von November 1932 bis April 1933. Danach übernahm er den AM-Apparat in Essen.
Nachdem er im Januar 1934 nach Leipzig gegangen war, wurde er dort am 9. März 1935 verhaftet. Zu drei Jahren Zuchthaus verurteilt kam er danach ins KZ Buchenwald. Ab August 1939 wurde er in der Gestapozentrale Prinz-Albrecht-Straße bis April 1940 als Kalfaktor beschäftigt – aber anlässlich des Führergeburtstags 1940 entlassen.

„Im September 1940 willigte er in eine Verpflichtungserklärung als V-Mann bei der Gestapo Leipzig ein. Die wenigen Berichte, die er daraufhin verfasste, dürften belanglos gewesen sein, zumal Plesse. zu dieser Zeit in Kontakt mit illegal tätigen Kommunisten wie Kurt Kresse und Georg Schwarz stand, ohne dass der Gestapo etwas von deren Aktivitäten bekannt wurde.“

Plesse setzte aber in Leipzig seine illegale antifaschistische Arbeit fort. In dieser Zeit hatte er enge Kontakte zu Theodor Neubauer, Bruno Plache und Kurt Roßberg.

„P.s im November 1940 eingereichtes und kurz danach bewilligtes Gesuch zur Wiedererlangung der bürgerlichen Ehrenrechte sowie der Wehrwürdigkeit war ein taktischer Schachzug, um in den Besitz des Führerscheins zu kommen. Diesen benötigte er für seine Tätigkeit in der Desinfektionsfirma von Rudolf Hardtmann, die oft zur Bekämpfung von Ungeziefer in Zwangsarbeitslagern eingesetzt war.“

Nachdem er im Februar 1942 zur Wehrmacht einberufen und sechs Monate an der Ostfront war, kehrte er verwundet nach Leipzig zurück und wurde als Wachsoldat eingesetzt. Plesse wurde im August 1944 erneut verhaftet, nachdem er sich im Nationalkomitee Freies Deutschland in Leipzig eingesetzt hatte.

„Im Gefängnis ging er auf ein Angebot der Gestapo ein und ließ sich zum Schein als V-Mann reaktivieren. Ab 9.3.1945 auf freiem Fuß, warnte er gefährdete Kommunisten und täuschte zugleich gegenüber der Gestapo Auftragserfüllung vor. Zu Kriegsende wirkte P. maßgeblich in der antifaschistischen Gruppe mit, die Leipzig während des Einmarschs der US-Truppen kurzzeitig unter ihre Kontrolle gebracht hatte. Von Juni bis September war P. organisatorischer Leiter der KPD der Stadt Leipzig.“

Zunächst war er Orgsekretär der KPD Leipzig, wurde aber am 17. September 1945 zusammen mit Kurt Roßberg von allen Funktionen entbunden. Beiden wurde Zusammenarbeit mit der Gestapo vorgeworfen. Die Anschuldigungen ließen sich durch die Untersuchung sowjetischer Organe und die KPD Sachsens nicht belegen, aber beide durften keine Funktionen mehr in der Partei ausüben.
Plesse war bis 1951 Hauptdirektor der VVB Braunkohle in Welzow, von 1949 bis 1950 Mitglied der Volkskammer und 1949 belegte er einen Halbjahreslehrgang an der Parteihochschule „Karl Marx“ beim ZK der SED. Anfang der 1950er Jahre gab es erneut Vorwürfe, er hätte mit der Gestapo zusammengearbeitet. Deshalb wurde er am 1. September 1951 verhaftet.
Am 5. Dezember 1952 verurteilte ihn das Bezirksgericht Cottbus zu zehn Jahren Zuchthaus – wegen Verbrechens gegen die Menschlichkeit. Er wurde aber schon am 29. April 1956 aus der Haft entlassen und arbeitete bis 1968 im VEB "Schwarze Pumpe" bzw. VEB Kraftwerke Lübbenau/Vetschau.
Karl Plesse erlebte seine vollständige Rehabilitierung nicht mehr. Erst 1992 hob das Bezirksgericht Frankfurt/Oder das Urteil der DDR-Justiz auf, nachdem Plesse am 18. Juli 1978 verstorben war.

## Einzelbelege
1. ↑  Bewertung des Historikers Udo Grashoff auf der Internetseite "Sächsische Biographie" (Siehe Literatur)
2. ↑  M-Schule der Komintern
3. ↑  Zitat von Udo Grashoff (22. Juli 2021): Der Leipziger Karl Plesse wurde in der DDR zu zehn Jahren Haft verurteilt, weil er mit der Gestapo zusammengearbeitet hatte. Er wurde eindeutig als Täter stigmatisiert, weil er V-Mann war. Nimmt man sein Verhalten aber genauer unter die Lupe, sieht man, dass es zwar dubiose Punkte in seiner Biographie gibt. Aber während der zehn Jahre seiner Zusammenarbeit mit der Gestapo hat er die ganze Zeit versucht, so wenig wie möglich preiszugeben und die Gestapo so gut wie möglich zu täuschen.
Nach seiner dritten Verhaftung wurde er im März 1945 freigelassen, um kommunistische Gruppen auszuspionieren. Und er hat diese gewarnt. Er hat natürlich irgendetwas an die Gestapo berichtet, war aber clever genug, dass kein einziger Widerstandskämpfer verhaftet wurde. Sein Verhalten war nicht in allen Belangen vorbildhaft. Aber in so einer Situation, wo er selbst dem Tod von der Schippe gesprungen ist, hat er verantwortungsbewusstes Verhalten gezeigt. (Gespräch mit Udo Grashoff über Verräter in der KPD im Nationalsozialismus)